# Glaphyra excisa
Glaphyra excisa là một loài bọ cánh cứng trong họ Cerambycidae.